# Pseudacraea boisduvali
Pseudacraea boisduvali là một loài bướm ngày thuộc họ Nymphalidae. Nó được tìm thấy ở hầu hết Africa, ngoại trừ tây bắc quarter.
Sải cánh dài 65–70 mm đối với con đực và 75–88 mm đối với con cái. Con trưởng thành bay quanh năm, nhiều nhất vào từ tháng 1 đến tháng 5.
Ấu trùng ăn Chrysophyllum, Mimusops (bao gồm Mimusops obovata và Mimusops zeheri), Bequaertiodendron, Manilkara discolor, Englerophytum magalismontanum và Englerophytum natalense.

## Phụ loài
- Pseudacraea boisduvali boisduvali (Sierra Leone to Zaire, Angola, Uganda, Sudan, miền tây Kenya)
- Pseudacraea boisduvali trimenii Butler, 1874 (Port St Johns to KwaZulu-Natal, Swaziland, Mozambique, Zimbabwe, Malawi, Tanzania, miền đông Kenya)
- Pseudacraea boisduvali sayonis Ungemach, 1932 (southern Ethiopia)
- Pseudacraea boisduvali marsabitensis Jackson & Howarth, 1957 (Marsabit, Kulal, Mount Nyiro)
- Pseudacraea boisduvali pemba Kielland, 1990